# باتي نيوتن
باتي نيوتن (بالإنجليزية: Patti Newton)‏ هي ممثلة أسترالية، ولدت في 2 أبريل 1945 في ملبورن في أستراليا.

## وصلات خارجية
- باتي نيوتن على موقع IMDb (الإنجليزية)
- باتي نيوتن على موقع ميوزك برينز (الإنجليزية)
- باتي نيوتن على موقع قاعدة بيانات الفيلم (الإنجليزية)